# Демидов (град)
Демидов (на руски: Демидов) е град в Русия, административен център на Демидовски район, Смоленска област. Населението на града към 1 януари 2018 година е 6213 души.

## История
Слището е упоменато за първи път през 1499 година, през 1776 година получава статут на град. До 1918 година носи името Порече.